# 灰喉穴䳍
灰喉穴䳍（学名：Crypturellus ptaritepui）是䳍科穴䳍屬的一种鸟类。

## 特征
灰喉穴䳍体重约443.4克，翼长约136毫米，嘴峰长约29.6毫米，喙宽度约4.6毫米，喙厚度约5.8毫米，跗蹠长约51.2毫米，尾长约54.2毫米。灰喉穴䳍在其分布区内为留鸟，其栖息在密集的高大的树木组成的森林中。食性为草食性。

## 分布
委内瑞拉南部的Tepuis（Ptari-tepui和Sororopán-tepui）。